# Norwegische Fußballnationalmannschaft (U-15-Junioren)
Die norwegische U-15-Fußballnationalmannschaft  wird vom Norges Fotballforbund organisiert und vertritt das Königreich Norwegen als Auswahlmannschaft in der U-15-Altersklasse. Spielberechtigt sind Spieler, die ihr 15. Lebensjahr noch nicht vollendet haben und die norwegische Staatsbürgerschaft besitzen, bei Einladungsturnieren kann hiervon gegebenenfalls abgewichen werden. 
Die U-15-Nationalmannschaft ist die Auswahlmannschaft des norwegischen Verbandes mit dem niedrigsten Altersniveau. Da in dieser Altersklasse keine offiziellen Turniere seitens UEFA oder FIFA organisiert werden, steht die Sichtung von Nachwuchstalenten im Vordergrund.